# 校友会稲魂賞
校友会稲魂賞（こうゆうかいとうこんしょう）は、早稲田大学校友会が設けている学生褒賞 。

## 概要
早稲田大学の校友、約67万人の中から毎年10〜15名を対象とし、校友会活動への顕著な貢献をした者、学術、スポーツ、ボランティア、芸術活動などのさまざまな活動において成果を上げ、その活動によって校友の誇りや励みとなるような活躍をした者への表彰を行なっている。
褒賞は、個人賞・団体賞・特別賞（個人）・特別賞（団体）の4種類があり、卒業年度生（選出時にまだ在校生である者）には個人賞・団体賞、既卒生には特別賞（個人）・特別賞（団体）が贈られる。

## 歴代受賞者
※ 表記は全てにおいて早稲田大学校友会稲魂賞受賞者一覧に基づくものとし、各年度の受賞者は早稲田大学 校友会サイト「校友会稲魂賞」より出典する。

### 第1回（2005年度）

#### 個人賞
- 政治経済学部
  - 前田 真太郎 [3]
- 法学部
  - 朝隈 和幸：第53回全日本学生法律討論会 第1位（質問の部） [3]
  - 佐藤 朝子：合気道部女子 主将、第35回・第36回全日本学生合気道競技大会 女子乱取り競技団体戦 1位 [3]
  - 法学部　宮島 朝子：第54回全日本学生法律討論会 第1位（立論の部）[3]
- 商学部
  - 肥沼 信吾：第58回学生広告論文電通賞 第1部・大学生個人の部 1位[3]
- 第一文学部
  - 森山 真至：2005年度 第18回ACC学生CMコンクール ラジオCM部門 銅賞[3]
  - 安方 綾：「早稲田祭2004」運営スタッフ代表[3]
- 第ニ文学部　
  - 山本 祐千：レスリング部有志による障がい児および家族を対象としたレスリング教室の開催[3]
- 教育学部
  - 近藤 絵梨佳：ア式蹴球部女子 主将、第14回全日本大学女子サッカー選手権大会 優勝 [3]
  - 山下 美沙子：第80・81回日本学生選手権水泳競技大会 女子飛板飛込・高飛込 優勝 [3]
  - 綿矢 りさ：第130回芥川賞 受賞 （「蹴りたい背中」）[3]
- 理工学部
  - 古林 陽介：平成17年度 全国早稲田学生会連盟（全早連）委員長 [3]
- 社会科学部
  - 江戸 寛：庭球部 主将、平成17年度全日本大学対抗テニス王座決定試合 男子 優勝 [3]
  - 河田 優：第23回ユニバーシアード 代表、2005トルコ/イズミル大会 女子サッカー 3位 [3]
- 人間科学部
  - 新井 悠馬：ソフトボール部 主将、第40回全日本大学ソフトボール選手権大会 優勝[3]
  - 北村 和也：第87・88回日本陸上競技選手権 リレー競技会 4x100mリレー 優勝、第23回ユニバーシアード 代表、2005トルコ/イズミル大会 4x100mリレー 2位[3]
  - 熊倉 美咲：第81・82・83回全日本選手権競漕大会 女子舵手付クォドルブル 優勝、第29・30・31回全日本大学選手権競漕大会 女子シングルスカル 女子舵手付クォドルブル 優勝[3]
  - 佐々木 隆道：ラグビー蹴球部 主将、第41・42回全国ラグビー選手権大会 優勝[3]
  - 土井 槙悟：第10回全日本スピードスケート距離別選手権大会 男子1500m 優勝[3]
  - 中島 幸紀：第11回世界男子ソフトボール選手権大会 5位[3]
  - 中野 祐介：第71・72回全日本学生卓球選手権大会 男子ダブルス 優勝[3]
  - 馬場 亮輔：第23回ユニバーシアード 代表、2005トルコ/イズミル大会 体操競技男子団体総合 優勝[3]

#### 団体賞
- 該当者なし

#### 特別賞（個人）
- 教育学部
  - 清宮 克幸：2001〜05年度 ラグビー蹴球部 監督、大学選手権(2002・04・05)優勝 他、「奥・井ノ上イラク子ども基金」 代表発起人[3]

#### 特別賞（団体）
- 該当者なし[3]

### 第2回（2006年度）

#### 個人賞
- 政治経済学部
  - 朽木 新：「農楽塾」代表[4]
- 法学部
  - 藤元 江里：第82・83回全日本選手権競漕大会 女子舵手つきクォドルプル優勝[4]
  - 中村 公彦：2006年全日本ライフセービング室内選手権 4×50mメドレーリレー優勝(日本新) [4]
- 商学部
  - 阿部 絵美：第82・83・84回全日本選手権競漕大会 女子舵手つきクォドルプル優勝[4]
- 社会科学部
  - 城内 史子：第18回全日本女子ウェイトリフティング選手権大会ウェイトリフティング+75kg級優勝[4]
- 教育学部
  - 木村 潤平：2003〜2006ジャパンパラリンピック100m平泳ぎ(SB6)優勝[4]
  - 日下 恵里：「日報詩壇」2004年度年間最優秀賞[4]
  - 山名 枝里：第82〜84回全日本選手権競漕大会 女子舵手つきクォドルプル優勝[4]
- 第一文学部
  - 長山 剛：「WAVOC」ボランティアネットワークへの貢献[4]
- 第二文学部
  - 荻世 いをら：第43回「文藝賞」受賞[4]
  - 島倉 英嗣：「ワセダフォトコンテスト2005」グランプリ受賞 [4]
  - 鈴木 共子：「生命のメッセージ展」の企画と運営 [4]
- スポーツ科学部
  - 相川 誠也：第87〜90回日本陸上競技選手権リレー競技大会男子4×100mリレー優勝[4]
  - 大類 美咲：第78〜80回全日本学生スキー選手権大会クロスカントリー女子スプリント優勝[4]
  - 崎本 浩成：第82回日本選手権水泳競技大会 男子50m平泳ぎ優勝[4]
  - 佐藤 吏：平成17年度天皇杯全日本レスリング選手権フリースタイル66kg級優勝[4]
  - 鈴木 雄三：06年全日本ウエイト制空手道選手権大会軽量級優勝[4]
  - 成瀬 野生：第6回アジア冬季競技大会クロスカントリー男子4×10kmリレー2位[4]
  - 野田 浩之：第89・90回日本陸上競技選手権リレー競技大会男子4×100mリレー優勝[4]
  - 三輪 芳美：第82回日本選手権水泳競技大会 女子50m平泳ぎ優勝・100m平泳ぎ優勝[4]
- 人間科学部
  - 森田 行雄：第89・90回日本陸上競技選手権リレー競技大会男子4×100mリレー優勝[4]

#### 団体賞
- 庭球部：平成17・18年度全日本大学対抗テニス王座決定試合男子団体優勝[4]
- スキー部：第80回全日本学生スキー選手権大会男子総合優勝[4]
- ウェイトリフティング部 (女子)：第6・7回全日本対抗女子ウェイトリフティング選手権大会ウェイトリフティング優勝[4]
- 合気道部：第35〜37回全日本学生合気道大会女子団体優勝、第37回全日本学生合気道大会男子団体優勝[4]
- ソフトボール部：第41回全日本大学ソフトボール選手権大会優勝[4]

#### 特別賞（個人）
- 社会科学部
  - 倉田 秀道：2003年スキー部監督就任。2007年スキー部を40年ぶりに全日本学生スキー選手権で40年ぶり男子総合優勝に導いた。[4]

#### 特別賞（団体）
- 該当者なし[4]

### 第3回（2007年度）

#### 個人賞
- 情報生産システム研究科
  - 田島 直樹：校友会奨学生のうち2007年度総代・副総代となった[5]
- アジア太平洋研究科
  - 中井 慎司：同上[5]
- 会計研究科
  - 平井 健之：同上[5]
- 法学部
  - カオ ミンケン：「日越学生交流プロジェクト」設立。現地学生と協働し、これまでベトナムの小学生約200人に奨学金を贈呈するなど、日本とベトナムの架け橋として活動した。[5]
- 第一文学部
  - 渡邉 尚：山梨県学生稲門会 幹事長[5]
- スポーツ科学部
  - 下平 芳弘：第89回 日本陸上競技選手権大会 陸上競技800m 優勝(平成17年度) [5]
  - 高尾 康平：第23回ユニバシアード冬季競技大会コンバインド団体(平成18年度) 3位[5]
  - 成瀬 廣亮：第73回全日本テニス選手権大会男子シングルス(平成17年度) 優勝、第42回全日本学生室内テニス選手権大会男子シングルス(平成17年度) 優勝[5]
  - 堀端 彩子：第82回全日本選手権競漕大会女子舵手付きクォドルプル(平成16年度) 優勝、第83回全日本選手権競漕大会女子舵手付きクォドルプル(平成17年度) 優勝[5]
  - 宮村 美紀：第50・51回全日本学生テニス選手権大会 女子個人戦シングルス（平成18・19年度）優勝、第50回全日本学生テニス選手権大会女子ダブルス（平成18年度）優勝、第43回全日本学生室内テニス選手権大会女子ダブルス（平成18年度）優勝[5]
- 人間科学部
  - 吉川 舞：「サンボー・プレイ・クック遺跡の保存と村づくり協力クラブ」を設立[5]

#### 団体賞
- 応援部：「地域発125フェスティバル」に貢献[5]
- グリークラブ：同上[5]
- ニューオルリンズジャズクラブ：同上[5]
- 交響楽団：同上[5]
- 学生環境NPO 環境ロドリゲス：「稲門祭」の成功に貢献[5]
- 全国早稲田学生会連盟：同上[5]
- 早稲田祭2007 運営スタッフ：同上[5]

#### 特別賞（個人）
- 教育学部
  - 應武 篤良：野球部第17代監督。2007年春季では完全優勝で連覇を飾り、第56回全日本大学野球選手権大会は33年ぶり優勝。同年秋季には3季連続40回目の優勝を達成した。[5]
  - 大榎 克己：ア式蹴球部監督。2008年全日本大学サッカー選手権大会 優勝。[5]
- 人間科学部
  - 中竹 竜二：早大ラグビー蹴球部監督。2008年全国大学選手権で2大会ぶり14度目の優勝を果たした。[5]
  - 渡辺 康幸：早大競走部駅伝監督。2008年の箱根駅伝では往路優勝を12年ぶりに果たし、総合準優勝。[5]

#### 特別賞（団体）
- 該当者なし[5]

### 第4回（2008年度）

#### 個人賞
- 会計研究科
  - 船木 陽介：校友会奨学生のうち2008年度総代・副総代となった[6]
- アジア太平洋研究科
  - チャカール 亜依子：同上[6]
- 情報生産システム研究科
  - 杉本 憲治郎：同上[6]
- 川口芸術学校
  - 加國 徹：同上[6]
- 社会科学部
  - 大藤 将太[6]
- 教育学部
  - 鈴木 孝幸：アテネパラリンピック日本代表。08年北京パラリンピック出場。競泳50m平泳ぎ　金メダル、150m個人メドレー　銅メダル。[6]
- スポーツ科学部
  - 上本 博紀：野球部 主将。通算109安打。1年春からフルイニング出場記録達成。104試合961回連続出場。阪神タイガースドラフト3位。[6]
  - 菅野 和利：全日本大学対抗ウエイトリフティング選手権大会 個人優勝、団体戦 準優勝[6]
  - 木村 正哉[6]
  - 竹澤 健介：競走部 主将。北京オリンピック5000m、10000m出場。第85回箱根駅伝 区間賞（3区）、区間新記録、総合2位。[6]

#### 団体賞
- - 永田勝也研究室[6]
  - レスリング部：全日本学生レスリング王座決定戦男子団体戦 優勝[6]
  - ヨット部：08秋季関東学生ヨット選手権大会全種目優勝、第73回全日本学生ヨット選手 権大会総合優勝、470級3位、スナイプ級5位[6]
  - 学生チーム WASEDA125 [6]
  - 学生環境NPO 環境ロドリゲス[6]
  - 早稲田祭2008 運営スタッフ[6]

#### 特別賞（個人）
- 該当者なし[6]

#### 特別賞（団体）
- 該当者なし[6]

### 第5回（2009年度）

#### 個人賞
- 人間科学部
  - 奥島 行洋：応援部 主将[7]
- 第一文学部
  - 片桐 一葉：早稲田大学横浜会 幹事長[7]
- スポーツ科学部
  - 北川 麻美：北京オリンピック 女子100m×4 自由形リレー予選総合9位(日本新)、女子 100m平泳ぎ決勝8位入賞、女子200m個人メドレー決勝6位入賞(日本新)、女 子100m×4メドレーリレー決勝6位入賞(日本新) [7]
  - 古賀 淳也：2009年世界水泳選手権ローマ大会 競泳男子100メートル背泳ぎ 優勝(日本新)、競泳男子50メートル　準優勝(日本新) [7]
- 人間科学研究科
  - 中野 友加里：2008年世界選手権 4位、2005年グランプリファイナル 3位、NHK杯 優勝[7]
- 商学部
  - 西村 宏貴：「海外ボランティアリーダー養成プロジェクト（ボルネオ）」代表[7]

#### 団体賞
- 学生環境NPO 環境ロドリゲス[7]
- 早稲田祭2009 運営スタッフ[7]

#### 特別賞（個人）
- 社会科学部
  - 倉田 秀道：早稲田大学スキー部監督。第83回全日本学生スキー選手権大会で44年ぶりの2連覇へと導いた。[7]
  - 松原 達哉：早稲田大学スケート部ホッケー部門監督。第82回日本学生氷上競技選手権 大会について19年ぶりのアイスホッケー優勝へ導いた。[7]

#### 特別賞（団体）
- 該当者なし[7]

### 第6回（2010年度）

#### 個人賞
- 基幹理工学部
  - 壹岐 賢太郎：校友会奨学生で2010年度総代・副総代となった[8]
- 人間科学部
  - 石川 奈保子：同上[8]
- 法務研究科
  - 佐藤 恵二：同上[8]
- ファイナンス研究科
  - 野尻 大輔：同上[8]
- 日本語教育研究科
  - 渡辺 陽子：同上[8]
  - 古賀 裕基：同上[8]
- 文化構想学部
  - 郷 慎久朗：「アトム通貨」第6期事務局長[8]
- 教育学部
  - 廣瀬 章人：現役大学生で初の「王位」獲得[8]

#### 団体賞
- 思惟の森の会[8]
- 野球部：平成22年度東京六大学野球秋季リーグ戦で4季ぶりの42回目の優勝を果たしたほか、第41回明治神宮野球大会では創部以来初の優勝を果たした。[8]
- 剣道部：第58回全日本学生剣道優勝大会で45年ぶりの団体優勝、第29回全日本女子学生剣道優勝大会で女子剣道部初の団体優勝を果たした。[8]
- 競走部：第22回出雲全日本大学選抜駅伝競走、第42回全日本大学駅伝対校選手権大会、第87回東京箱根間往復大学駅伝競走で優勝し、史上3校目の男子大学学生駅伝3冠を達成した。[8]
- 学生環境NPO 環境ロドリゲス[8]
- 早稲田祭2010 運営スタッフ[8]

#### 特別賞（個人）
- 教育学部
  - 辻 篤典：剣道部監督。第58回全日本学生剣道優勝大会で45年ぶりの団体優勝、第29回全日本女子学生剣道優勝大会で女子剣道部初の団体優勝に導いた。[8]
  - 應武 篤良：野球部監督。平成22年度東京六大学野球秋季リーグ戦で4季ぶり42回目の優勝を果たしたほか、第41回明治神宮野球大会では創部以来初の優勝に導いた。[8]
- 人間科学部
  - 渡辺 康幸：競走部駅伝監督。第22回出雲全日本大学選抜駅伝競走、第42回全日本大学駅伝対校選手権大会、第87回東京箱根間往復大学駅伝競走を制し、史上3校目の男子大学駅伝三冠に導いた。[8]
- 政治経済学部
  - 岡田 武史：日本サッカー協会理事、2010年サッカー日本代表チーム監督[8]

#### 特別賞（団体）
- 該当者なし[8]

### 第7回（2011年度）

#### 個人賞
- 基幹理工学部
  - 三上 洋平：校友会奨学生で2011年度総代・副総代となった[9]
- 創造理工学部
  - 横田 祐起：同上[9]
- 日本語教育研究科
  - 松永 有加：同上[9]
- ファイナンス研究科
  - 山口 健一：同上[9]
- 文化構想学部
  - 朝井 リョウ：第22回小説すばる新人賞 受賞[9]
- スポーツ科学部
  - 岩本 真実：第59回全日本学生弓道選手権大会 女子個人戦優勝[9]
  - 中本 圭哉：第14回世界ソフトテニス選手権大会　男子個人戦（ダブルス）優勝[9]
- 教育学部
  - 晦日 尚子：第87・89回全日本選手権大会 女子舵手付きクォドルプル 優勝、第32回JAPAN CUP全日本軽量級選手権大会 女子舵手付きクォドルプル 優勝、第14回アジアボート大会女子舵手付きクォドルプル 4位[9]
  - 山田 恭平：第49回「全日本学生選抜競技ダンス選手権大会」 モダンの部 優勝、2011「ADSF Asian University Championships」 準優勝、第56回「全日本学生競技ダンス選手権大会」クイックステップの部 優勝[9]
- 先進理工学部
  - 秋山 彩織：同上[9]

#### 団体賞
- SIFE早稲田チーム：「SIFE JAPAN 国内大会2011」優勝、日本代表[9]
- 東日本大震災復興支援ボランティアプロジェクト[9]
- 早稲田大学法学部 久保田 隆ゼミ 交渉チーム：第10回「大学対抗交渉コンペティション」優勝[9]
- 競走部：第80回日本学生陸上競技対校選手権大会　男子総合優勝[9]
- スキー部：第85回全日本学生スキー選手権 女子優勝[9]
- バスケットボール部（女子）：第63回全日本大学バスケットボール選手権大会 優勝[9]
- 日本拳法部：第56回全日本学生拳法選手権大会　男子団体戦（7人制）優勝[9]
- 学生環境NPO 環境ロドリゲス[9]
- 早稲田祭2011 運営スタッフ[9]

#### 特別賞（個人）
- 商学部
  - やくみつる [9]
- 教育学部
  - 礒 繁雄：早稲田大学競走部監督。第80回日本学生陸上競技対校選手権大会で53年ぶりの優勝に導いた。[9]
- 文学部
  - 萩原 美樹子：バスケットボール部女子チーム監督。第63回全日本大学バスケットボール選手権大会で創部以来初となる女子優勝に導いた。[9]

#### 特別賞（団体）
- 該当者なし[9]

### 第8回（2012年度）

#### 個人賞
- 会計研究科
  - 大芝 竜敬：校友会奨学生で2012年度総代・副総代となった[10]
- 教職研究科
  - 小林 由貴：同上[10]
- 政治経済学部
  - 照井 駿介：第84回全日本学生馬術選手権大会 優勝。2010年世界大学馬術選手権 障害個人 準優勝。2012年、日本代表。[10]
- 文化構想学部
  - 杉山 雄飛[10]
- 社会科学部
  - 桑田 寛子：第56回全日本学生テニス選手権大会　女子ダブルス優勝・女子シングルス優勝[10]
  - 今井 一誠：第51・52回全日本学生選手権トラック自転車競技大会 ケイリン2連覇。文部科学大臣杯第68回全日本大学対抗選手権自転車競技大会 タンデムスプリント 優勝。[10]
  - 田中 幸太郎：明治杯全日本選抜レスリング選手権大会 66kg級（フリースタイル）優勝。第38回内閣総理大臣杯全日本大学レスリング選手権大会 男子66kg級 優勝。[10]
- スポーツ科学部
  - 柏原 理子：バンクーバー五輪女子クロスカントリーリレー8位入賞。第7回アジア冬季競技 大会女子クロスカントリーリレー銀メダル。第85・86回全日本学生スキー選手権大会のクロスカントリー・女子リレー 優勝。[10]
  - 櫻井 美馬：2009年全日本距離別ショートトラック・スピードスケート選手権で3冠を達成、全日本選手権でも総合優勝を果たし、翌年のバンクーバー五輪に全4種目に出場。3000メートルリレーでは7位入賞を果たした。W杯では3000メートルリレーのメンバーとして、4戦連続メダル獲得に貢献した。第23回全日本距離 別選手権大会で2009年以来の3冠を達成、総合優勝にも輝いた。[10]
  - 佐々木 龍：第53回全日本学生選手権トラック自転車競技大会1kmタイムトライアルにおいて優勝し、文部科学大臣杯第68回全日本大学対抗選手権自転車競技大会のタンデムスプリントで優勝、今井一誠選手とのペアで2連覇した。アジア自転車競技選手権大会では、第29回エリート・オムニアム、第30回エリート・マディソン、第31回団体追い抜き競争にて3位入賞。[10]
  - 古谷 沙理：全日本学生スキー選手権大会のクロスカントリー・女子スプリントで第84・85 回、女子リレーで第85・86回とそれぞれ連覇を達成。[10]
  - 星 奈津美：ロンドン五輪にて早稲田大学の現役女子学生として史上初の銅メダル獲得。[10]
  - レンティング 陽：第83・84・85回全日本学生スキー選手権大会クロスカントリー・男子リレー 優勝。第83・85回男子10kmクラシカル 優勝。[10]

#### 団体賞
- 早大バーベルクラブ：第47回全日本学生ボディビル選手権大会 団体優勝。梶田竜嗣（文学部）は46、47回全日本学生ボディビル選手権大会 優勝。[10]
- 学生環境NPO 環境ロドリゲス[10]
- 早稲田祭2012 運営スタッフ[10]

#### 特別賞（個人）
- 教育学部
  - 黒田 夏子：『abさんご』で第148回芥川龍之介賞を受賞[10]
  - 関塚 隆：ロンドンオリンピックではサッカー男子日本代表監督として日本代表を44年ぶりのベスト4に導いた[10]

#### 特別賞（団体）
- 該当者なし[10]

### 第9回（2013年度）

#### 個人賞
- 文化構想学部
  - 阿部 智里：『烏に単は似合わない』で第19回松本清張賞 受賞[11]
- 先進理工学部
  - 後藤 駿介：東日本大震災の復興支援活動に取り組んだ[11]
- 教育学部
  - 税所 篤快：五大陸ドラゴン桜e-Education project代表[11]
- スポーツ科学部
  - ディーン・ロドリック・元気：第46回織田幹雄記念国際大会において、槍投げ日本歴代2位となる84m28cm を記録した。ロンドン五輪では日本人として槍投げ種目で28年ぶりに決勝進出を果たした。[11]
- 宮沢 大志：スキークロスカントリー日本代表としてソチ五輪に出場。2013年ワールドカッ プ団体スプリント6位、世界選手権リレー8位入賞。[11]
- 渡部 善斗：スキーノルディック複合日本代表としてソチ五輪に出場。2013年ノルディック スキー世界選手権ノルウェー・オスロ大会 3位。[11]

#### 団体賞
- 全国早稲田学生会連盟[11]
- まつだい早稲田じょんのびクラブ[11]
- バレーボール部 男子部：全日本大学選手権大会 優勝[11]
- ハンドボール部 男子部：全日本学生選手権大会 優勝。関東学生春季リーグ、関東学生秋季リーグ、全日本学生選手権大会の三冠を達成。[11]
- 学生環境NPO 環境ロドリゲス[11]
- 早稲田祭2013 運営スタッフ[11]

#### 特別賞（個人）
- 政治経済学部/第一文学部
  - かもめんたる (岩崎う大/槙尾ユウスケ)：「キングオブコント2013」優勝[11]
  - 田中照久[11]
- 商学部
  - 佐藤 真海：2020年東京オリンピック・パラリンピック招致委員会プレゼンテーターとしてスピーチを行い招致に貢献した。2013年7月のIPC陸上競技世界選手権で銅メダルを獲得。[11]
- スポーツ科学部
  - 渡部 暁斗：トリノ、バンクーバーに続く三度目のソチ五輪にてノーマルヒル個人で銀メダルを獲得。ラージヒル個人 6位、ラージヒル団体 5位入賞。[11]

#### 特別賞（団体）
- 該当者なし[11]

### 第10回（2014年度）

#### 個人賞
- 会計研究科
  - 鵜川 剛：校友会奨学生で2014年度総代・副総代となった[12]
  - 桐生 浩ニ：同上[12]
- 環境・エネルギー研究科
  - 佐藤 宏樹：同上[12]
- 先進理工学部
  - 岩脇 彩香：2014年度全日本学生ジムカーナ選手権大会 女子個人の部・女子団体の部 優勝、2014年度全日本学生自動車連盟年間総合杯 団体総合優勝[12]
- スポーツ科学部
  - 合田 祐美子：第29・30回全日本学生選手権個人ロードレース大会 優勝[12]
- 教育学部
  - 永井 陽右：ソマリアへの直接的支援に取り組む学生団体「日本ソマリア青年機構」を設立。隣国ケニアのソマリア人移住区におけるユースギャング更正による治安改善プロジェクトなどを行った。第28回人間力大賞〜青年版国民栄誉賞〜 人間力大賞、外務大臣奨励賞 受賞。大学生 OF THE YEAR 2015 総合グランプリ受賞。[12]

#### 団体賞
- 庭球部 男子部：全日本大学対抗テニス王座決定試合 10年連続優勝[12]
- バスケットボール部 女子部：全日本大学バスケットボール選手権大会優勝、関東大学女子バスケットボールリーグ戦 優勝[12]
- 早稲田大学 気仙沼チーム[12]
- 早稲田祭 運営スタッフ[12]
- 学生環境NPO 環境ロドリゲス[12]

#### 特別賞（個人）
- スポーツ科学部
  - 嘉村 健士：第28回トマス杯 日本代表、優勝[12]
  - 上田 拓馬：同上[12]
- 人間科学部
  - 詩歩 [12]
- 政治経済学部
  - 和田 竜：2007年『のぼうの城』で小説家デビュー。『村上海賊の娘』で、 第35回吉川英治文学新人賞、2014年本屋大賞、第8回親鸞賞 受賞。[12]

#### 特別賞（団体）
- 該当者なし[12]

### 第11回（2015年度）

#### 個人賞
- 政治経済学
  - 森 雄志：東日本大震災の被災地である岩手県釜石市箱崎町での支援活動を行った。[13]
  - 前場 理恵子：第31回土光杯全日本青年弁論大会 優秀賞ニッポン放送杯受賞。[13]
- 社会科学部
  - 高橋 直也：東日本大震災の被災地である岩手県釜石市箱崎町での支援活動を行った。[13]
- スポーツ科学部
  - 中村 克：第91回日本選手 権水泳競技大会の競泳男子100m自由形 優勝。ジャパンオープン2015 競泳男子100m自由形 優勝。また、日本記録を樹立。[13]
  - 大島 祐哉：第11回全日本学生選抜卓球選手権大会 男子シングルス 優勝。2015世界選手権蘇州大会 男子ダブルス ベスト8。2016世界選手権クアラルンプール大会 男子団体戦で銀メダルを獲得。[13]

#### 団体賞
- 野球部：第64回全日本大学野球選手権大会優勝、8年ぶりの東京六大学野球リーグ戦春秋連覇を果たした。[13]
- 庭球部 女子部：全日本大学対抗テニス王座決定試合において10年連続優勝を果たした。[13]
- ア式蹴球部 男子部：第89回関東大学リーグ戦で19年ぶりの優勝を果たした。[13]
- フェンシング部 女子部：第68回全日本フェンシング選手権大会で女子エペ団体優勝、第55回全日本大学対抗選手権大会で女子エペ団体優勝、第65回全日本学生フェンシング王座決定 戦女子エペ団体では19年ぶりの優勝を果たした。[13]
- 早稲田祭 運営スタッフ[13]

#### 特別賞（個人）
- 第一政治経済学部
  - 青山 文平：2011年に『白樫の樹の下で』で第18回松本清張賞を受賞しデビュー。2015年に『鬼はもとより』で第17回大藪春彦賞、2016年に『つまをめとらば』で第154回直木三十五賞を受賞した。[13]
- 第一文学部
  - ドリアン助川：小説「あん」が映画化。[13]
- スポーツ科学部
  - 五郎丸 歩：ラグビーワールドカップ2015イングランド大会に日本代表メンバーとして出場。強豪の南アフリカから歴史的勝利を挙げるなど3勝1敗という好戦績を収め、日本国内のラグビー人気向上に大きく貢献した。[13]
  - 畠山 健介：ラグビーワールドカップ2015イングランド大会に日本代表メンバーとして出場。強豪の南アフリカから歴史的勝利を挙げるなど3勝1敗という好戦績を収め、日本国内のラグビー人気向上に大きく貢献した。[13]

#### 特別賞（団体）
- 該当者なし[13]

### 第12回（2016年度）

#### 個人賞
- 人間科学部
  - 岡田 奈那美：校友会奨学生で2016年度総代・副総代となった[14]
- 法学部
  - 関涼：同上[14]
- 商学研究科
  - 三上 健太郎：同上[14]
- スポーツ科学部
  - 荒木 美結：同上[14]
  - 林 恵里奈：第60回全日本学生テニス選手権大会で女子シングルス優勝、女子ダブルス優勝を果たした。[14]
  - 瀬戸 大也：リオデジャネイロオリンピックの水泳競技男子400m個人メドレーで銅メダルを獲得した。[14]
  - 多胡島 伸佳：「明治杯」20周年記念 平成28年度 全日本レスリング選手権大会のフリースタイル70kg級で優勝を果たした。[14]
- 教育学部
  - 岩渕 幸洋：リオデジャネイロパラリンピックで卓球競技男子シングルスに出場した。[14]
  - 内山 裕美：第32回全国硬筆コンクールで特別名誉大賞（全国学年1位）、第32回全国学生書き初め展覧会<硬筆の部>で文部科学大臣賞（全国1位）を受賞した。[14]
- 政治経済学部
  - 田母神 綾：福島原発事故で避難生活を強いられた高校生への学習支援活動を4年間行った。福島復興への啓発を狙いとした記録映画やPR映像の制作も積極的に行い、民間のボランティア映像コンテストでは審査員賞を獲得した。[14]

#### 団体賞
- 漕艇部 女子部：第43回全日本大学選手権大会で総合優勝8連覇を達成した。[14]
- 軟式庭球部：第70回文部科学大臣杯全日本大学対抗ソフトテニス選手権大会で男女アベック優勝を果たした。[14]
- 少林寺拳法部 男子部：第50回少林寺拳法全日本学生大会の団体の部で優勝を果たした。[14]
- 囲碁会：第60回全日本大学囲碁選手権で通算14回目の優勝を果たした。[14]
- 学生環境NPO 環境ロドリゲス[14]
- 早稲田祭 運営スタッフ[14]

#### 特別賞（個人）
- 第一文学部
  - 多和田 葉子：1993年に『犬婿入り』で第108回芥川賞を受賞し、その後も数々の文学賞を受賞。日独二カ国語で作品を発表しており、2016年にドイツの文学賞であるクライスト賞を日本人として初受賞した。[14]
- 教育学部
  - 恩田 陸：1992年に『六番目の小夜子』でデビュー。その後、数々の文学賞を受賞し、2017年1月に『蜜蜂と遠雷』で第156回直木三十五賞を受賞した。[14]
  - 河合 純一：パラリンピックに水泳競技で6大会連続出場し、5個の金メダルを含む21個のメダルを獲得。2016年9月に日本人初の「パラリンピック殿堂入り」を果たした。[14]
- 理工学部
  - 多川 知希：2016年8月リオデジャネイロパラリンピック 陸上競技男子 4×100mリレー（クラスT42-47）で銅メダルを獲得した。[14]
- 政治経済学部
  - 芦田 創：2016年8月リオデジャネイロパラリンピック 陸上競技男子 4×100mリレー（クラスT42-47）で銅メダルを獲得した。[14]
- 推薦校友
  - 野村 萬斎 [14]

#### 特別賞（団体）
- 該当者なし[14]

### 第13回（2017年度）

#### 個人賞
- 基幹理工学研究科
  - 西村 幸泰：校友会奨学生で2017年度総代・副総代となった[15]
- 人間科学研究科
  - 宮原 佐智子：同上[15]
- 法学部
  - 高橋 優依：第1回国際取引法エッセイ・コンテスト 学生の部 最優秀賞（第1位）受賞[15]
- 創造理工学研究科
  - 鈴木 辰巳：ROME CONTEMPORARY CHAPEL（2017年）Second Prize 受賞[15]
- スポーツ科学部
  - 坂井 聖人：リオデジャネイロオリンピックの競泳男子200mバタフライで銀メダルを獲得[15]
  - 福田 倫史：2017年10月に早稲田大学山岳部の卒業生組織である稲門山岳会の登山隊としてヒマラヤ山脈の未踏峰「ラジョダダ」に派遣され、世界で初めて登頂に成功した。[15]
- 人間科学部
  - 市川 直実：全国早稲田学生会連盟初の女性委員長を務めた。[15]
- 政治経済学部
  - 福本 大希：杉原千畝の功績を語り継ぐ「WAVOC公認千畝ブリッジングプロジェクト」に参加し、当地の方々に日本文化を通して同氏の理解を深める努力を行うなど、日本とリトアニアの懸け橋として活動した。また、同氏を紹介するガイドブックの執筆・販売を手掛け、収益はすべて杉原記念館の運営費に寄附するなど社会活動にも貢献した。[15]

#### 団体賞
- スキー部：秩父宮杯・秩父宮妃杯第91回全日本学生スキー選手権大会で創部史上初めての男女アベック優勝を果たした。[15]
- バドミントン部 男子部：第68回全日本学生バドミントン選手権大会 男子団体で24年ぶりの優勝を果たした。[15]
- ウエイトリフティング部 女子部：文部科学大臣杯第18回全日本大学対抗女子ウエイトリフティング選手権大会（I部）団体で11年ぶりの優勝を果たした。[15]
- 学生環境NPO 環境ロドリゲス[15]
- 早稲田祭 運営スタッフ[15]

#### 特別賞（個人）
- 理工学部
  - 川村 静児：2017年10月にノーベル物理学賞に輝いた国際研究チーム「LIGO(ライゴ)」に対し、重力波検出器の心臓部とも言えるレーザー干渉計の開発で貢献をした。[15]
- 政治経済学部
  - 萩原 鼓十郎：2017年10月に早稲田大学山岳部の卒業生組織である稲門山岳会の登山隊としてヒマラヤ山脈の未踏峰「ラジョダダ」に派遣され、世界で初めて登頂に成功した。[15]
  - 中村 太地：2017年10月に将棋の第65期王座戦五番勝負に羽生善治王座の挑戦者として出場し、対戦成績3勝1敗で初タイトルとなる王座を奪取した。[15]
- 法学部
  - 鈴木 雄大：2017年10月に早稲田大学山岳部の卒業生組織である稲門山岳会の登山隊としてヒマラヤ山脈の未踏峰「ラジョダダ」に派遣され、世界で初めて登頂に成功した。[15]

#### 特別賞（団体）
- 該当者なし[15]

### 第14回（2018年度）

#### 個人賞
- 森 琢真：校友会奨学生で2018年度副総代となった[16]
- 原子 弘務：平成30年度全日本通信珠算競技大会 一般の部 優勝[16]
- 金子 暁：「小松サマースクール2018実行委員会」実行委員長。平成30年度国際交流基金地球市民賞を受賞。[16]
- 三井 新：「海士ブータンプロジェクト」 代表[16]
- 児嶋 美織：第34回全国硬筆コンクールおよび第34回全国学生書き初め展覧会<硬筆の部>の2つのコンクールで文部科学大臣賞（全国1位）を受賞した。[16]
- 渡邊 聖未：第18回アジア競技大会の柔道女子63kg級にフィリピン代表として出場し、フィリピン柔道連盟史上初のメダルとなる銀メダルを獲得した。[16]
- 仲野 春花：第101回・第102回日本陸上競技選手権大会の女子走高跳で2連覇を達成し、2年連続で日本一に輝いた。[16]
- 渡辺 一平：リオデジャネイロオリンピックに出場し、競泳男子200m平泳ぎで6位に入賞した。 2017年1月に競泳男子200m平泳ぎの世界記録を樹立した。[16]
- 渡部 香生子：第16回世界水泳選手権大会、第18回アジア競技大会に出場し、いずれも競泳女子200m平泳ぎで金メダルを獲得した。[16]
- 村岡 桃佳：平昌パラリンピック冬季大会に出場し、女子大回転（座位）で金メダルを獲得したほか、出場全5種目でメダルを獲得し、パラリンピック冬季大会の一大会における日本選手史上最多記録を更新した。[16]
- 船水 颯人：第25回全日本シングルス選手権大会 男子シングルス 優勝、第73回天皇賜杯全日本ソフトテニス選手権大会 男子ダブルス 優勝。[16]
- 小島 亨介：U-21日本代表に選出。第18回アジア競技大会に出場し、サッカー男子の銀メダル獲得に貢献した。[16]

#### 団体賞
- 柔道部 女子部：第27回平成30年度全日本学生柔道優勝大会の女子三人制で優勝し、3連覇を達成した。[16]
- ヨット部：第84回全日本学生ヨット選手権大会で総合優勝し、2年ぶり学生日本一に輝いた。[16]
- ラクロス部 男子部：第10回ラクロス全日本大学選手権大会で優勝し、5年ぶりに学生日本一に輝いた。[16]
- 少林寺拳法部：第52回少林寺拳法全日本学生大会団体の部で優勝し、学生日本一に輝いた。[16]
- 学生環境NPO 環境ロドリゲス[16]
- 早稲田祭 運営スタッフ[16]

#### 特別賞（個人）
- 法学部
  - 小林 麻理：早稲田大学政治経済学術院教授を経て、2013年8月より会計検査院検査官。2018年12月より女性初の会計検査院長を務めた。[16]
- 第一文学部
  - 北川 悦吏子：脚本家・映画監督。2018年5月に第17回坪内逍遥大賞を受賞。2018年4月から9月まで放送されたNHK連続テレビ小説 「半分、青い。」でも話題となった。[16]

#### 特別賞（団体）
- 該当者なし[16]

### 第15回（2019年度）

#### 個人賞
- 文学部
  - 青池 瞳：校友会奨学生で2019年度総代となった[17]
- 社会科学部
  - 大栗 百合子：校友会奨学生で2019年度副総代となった[17]
- 基幹理工学部
  - 打越 瞳：第64回全日本学生競技ダンス選手権大会（クイックステップの部）優勝[17]
  - 山本 修平：JAPAN CUP 2019 日本選手権大会 DIVISION1 社会人部門 優勝[17]
- 法学部
  - 花形 翼：国際取引法コラムコンテスト優秀賞受賞[17]
  - 春藤 優：CSW62への参加と報告活動を通しての性別及びセクシュアリティに基づく差別撤廃推進活動を行った。[17]
- 商学部
  - 城越 明日香：2019年度全日本学生ダートトライアル選手権大会、全日本学生ジムカーナ選手権大会および全日本学生自動車連盟 年間総合杯 優勝（いずれも女子個人の部）[17]
- スポーツ科学部
  - 田中 美紗樹：2019年度全日本学生ヨット個人選手権大会（470級）優勝、第28回全日本学生ヨット女子選手権大会（470級）優勝[17]
  - 加納 虹輝：2019年フェンシングW杯バンクーバー大会 個人優勝、フェンシングW杯ブエノスアイレス大会 団体優勝。フェンシングW杯ハンガリー大会 6位入賞。[17]

#### 団体賞
- 庭球部（男子）：2019年度全日本大学対抗テニス王座決定試合(男子73回) 男子団体で15年連続の優勝を果たした。[17]
- ラグビー蹴球部：第56回全国大学ラグビーフットボール選手権大会で優勝し、日本一に輝いた。[17]
- 将棋部（サークル）：第50回全日本学生将棋団体対抗戦にて2年連続9回目の優勝を果たした。[17]
- 学生環境NPO 環境ロドリゲス[17]
- 早稲田祭 運営スタッフ[17]

#### 特別賞（個人）
- 第一政治経済学部
  - 吹浦 忠正：1964年東京オリンピックにおいて、早稲田大学在学中に国旗担当専門職員となり、日本国および諸外国の国旗すべての規範を制作した。また、その様子はNHKドラマ「いだてん」にて紹介された。2020年大会東京オリンピック、パラリンピック競技大会組織委員会国際局アドバイザーを務める。[17]
- 第二商学部
  - 渡辺 勝正：日本の外交官・杉原千畝研究の第一人者。「真相・杉原ビザ」などの著書を発表。[17]

#### 特別賞（団体）
- 該当者なし[17]

### 第16回（2020年度）

#### 個人賞
- 創造理工学研究科
  - 森 唯人：校友会奨学生で、2020年度副総代となった[18]
- 人間科学研究科
  - 内田 太朗：同上[18]
- 法学部
  - 菅 達彦：第4回国際取引法エッセイ・コンテスト（学生の部）最優秀賞[18]
- スポーツ科学部
  - 幌村 尚：FINAスイミングワールドカップ2019競泳東京大会 男子200mバタフライ 優勝[18]
  - 鈴木 梨羅：2018 FISU WORLD UNIVERSITY CHAMPIONSHIPS ウエイトリフティング女子48kg級 優勝[18]
  - 吉見 彩：第9回APLUアジアパシフィック選手権大会（女子）優勝[18]
  - 平塚 弘喜：第9回APLUアジアパシフィック選手権大会（男子）優勝[18]
- 教育学部
  - 青柳 雄大[18]
- 社会科学部
  - 髙谷 健人[18]

#### 団体賞
- 漕艇部：第47回全日本大学選手権大会にて、3年連続の女子総合優勝を果たした。[18]
- バレーボール部：第73回秩父宮賜杯全日本バレーボール大学男子選手権大会ミキプルーンスーパーカレッジバレー2020にて、4年連続8回目の優勝を果たした。[18]

#### 特別賞（個人）
- 人間科学部
  - 羽生 結弦：ソチ五輪金メダルをはじめ数々のタイトルを獲得し、2020年2月には四大陸選手権の優勝により男子選手初のスーパースラムを達成した。[18]

#### 特別賞（団体）
- わせまちマルシェプロジェクト[18]

### 第17回（2021年度）

#### 個人賞
- 経済学研究科
  - 北川 梨津：校友会奨学生で2021年度総代となった[19]
- 人間科学研究科
  - 小宮山 正晴：「MOS世界学生大会 2021」のPowerPoint 2016部門 世界第1位を獲得した。[19]
- 政治経済学部
  - 内田 光咲：各種珠算全国大会における優勝、ならびにそれに基づく海外普及活動・教育活動を行った。[19]
- 文化構想学部
  - 熊谷 豪晃：早大生の学生生活に必要な情報を集約した総合アプリ「わせコマ」を開発し、学生生活の充実に貢献した。[19]
- スポーツ科学部
  - 須﨑 優衣：東京2020オリンピックにて、レスリングフリースタイル/女子50kg級 金メダルを獲得した。[19]
  - 山内 大夢：東京2020オリンピックにて、陸上競技男子400mハードル準決勝に進出し、日本インカレでも優勝を果たした。[19]
  - 大塚 達宣：東京2020オリンピックにて、男子バレーボール 7位入賞に貢献した。[19]
- 教育学部
  - 新井 国憲[19]
- 環境・エネルギー研究科
  - 大井 晃亮[19]

#### 団体賞
- 自動車部：男子団体、女子団体合わせて3大会で優勝を達成し、男子団体は更に全日本総合杯を獲得した。[19]
- VIVASEDA [19]

#### 特別賞（個人）
- 教育学部
  - 鈴木 孝幸：5大会連続出場となった、東京2020パラリンピックではパラ水泳 チームの主将を務め、100m自由形（運動機能障害S4）での金メダルをはじめ出場5種目全てでメダルを獲得した。日本人としては初めてとなるIPC選手委員にも選出された。[19]
- スポーツ科学研究科
  - 谷 真海：東京2020オリンピック・パラリンピック招致委員会プレゼンター。日経WOMAN「ウーマ ン・オブ・ザ・イヤー2014」大賞受賞。東京2020パラリンピック大会では開会式旗手を務めた。[19]
- スポーツ科学部
  - 本橋 菜子：東京2020オリンピックに女子バスケットボール日本代表として出場し、銀メダルを獲得した[19]
- 理工学研究科
  - 石井 志保子：日本学士院賞・恩賜賞 受賞[19]
- 社会科学研究科
  - 平田 仁子：ゴールドマン環境賞 受賞[19]
- 日本語教育研究科
  - 李 琴峰：『彼岸花が咲く島』で第165回芥川賞 受賞[19]

#### 特別賞（団体）
- 該当者なし[19]